# Jelenk
Jelenk este o localitate din comuna Zagorje ob Savi, Slovenia, cu o populație de 24 de locuitori.